# 1555

## Esdeveniments
- Establert el primer gueto legal per als jueus (pel Papa Pau IV)
- Primers màrtirs del protestantisme
- Rússia comença els seus atacs sobre Finlàndia
- La Pau d'Augsburg trenca l'imperi de Carles I
- Fam a l'Índia
- Descobertes les mòmies dels "amantes de Teruel" (amants de Terol)
- Publicació de les Centúries de Nostradamus
- Creació de la britànica Moscow Company, que obtindrà el monopoli del comerç amb Rússia de diversos béns

## Naixements
- 15 de juny, Venècia: Modesta Pozzo, escriptora, poeta i pionera del feminisme.[1]

## Necrològiques
- 12 d'abril - Tordesillas (Castella): Joana I de Castella, aristòcrata castellana, reina de Castella i Aragó (n. 1479).[2]
- 25 de maig - Enric II de Navarra.
- 8 de setembre - València: Tomás de Villanueva, predicador, escriptor ascétic i religiós agustí (n. 1488).